# Ampelisca aequicornis
Ampelisca aequicornis is een vlokreeftensoort uit de familie van de Ampeliscidae. De wetenschappelijke naam van de soort is voor het eerst geldig gepubliceerd in 1859 door Bruzelius.